# تاتسويا إيهنوموتو
تاتسويا إيهنوموتو (باليابانية: 榎本 達也) (16 مارس 1979 في طوكيو في اليابان – )؛ هو لاعب كرة قدم ياباني سابق كان يلعب كحارس مرمى.

## وصلات خارجية
- تاتسويا إيهنوموتو على موقع الاتحاد الدولي (مؤرشف)  (الإنجليزية)
- تاتسويا إيهنوموتو على موقع رابطة كرة القدم اليابانية للمحترفين (اليابانية)
- تاتسويا إيهنوموتو على موقع قاعدة بيانات كرة القدم.إي يو (الإنجليزية)
- تاتسويا إيهنوموتو على موقع Soccerway.com (الإنجليزية)
- تاتسويا إيهنوموتو على موقع عالم كرة القدم.نت (الإنجليزية)